# Hail Mary

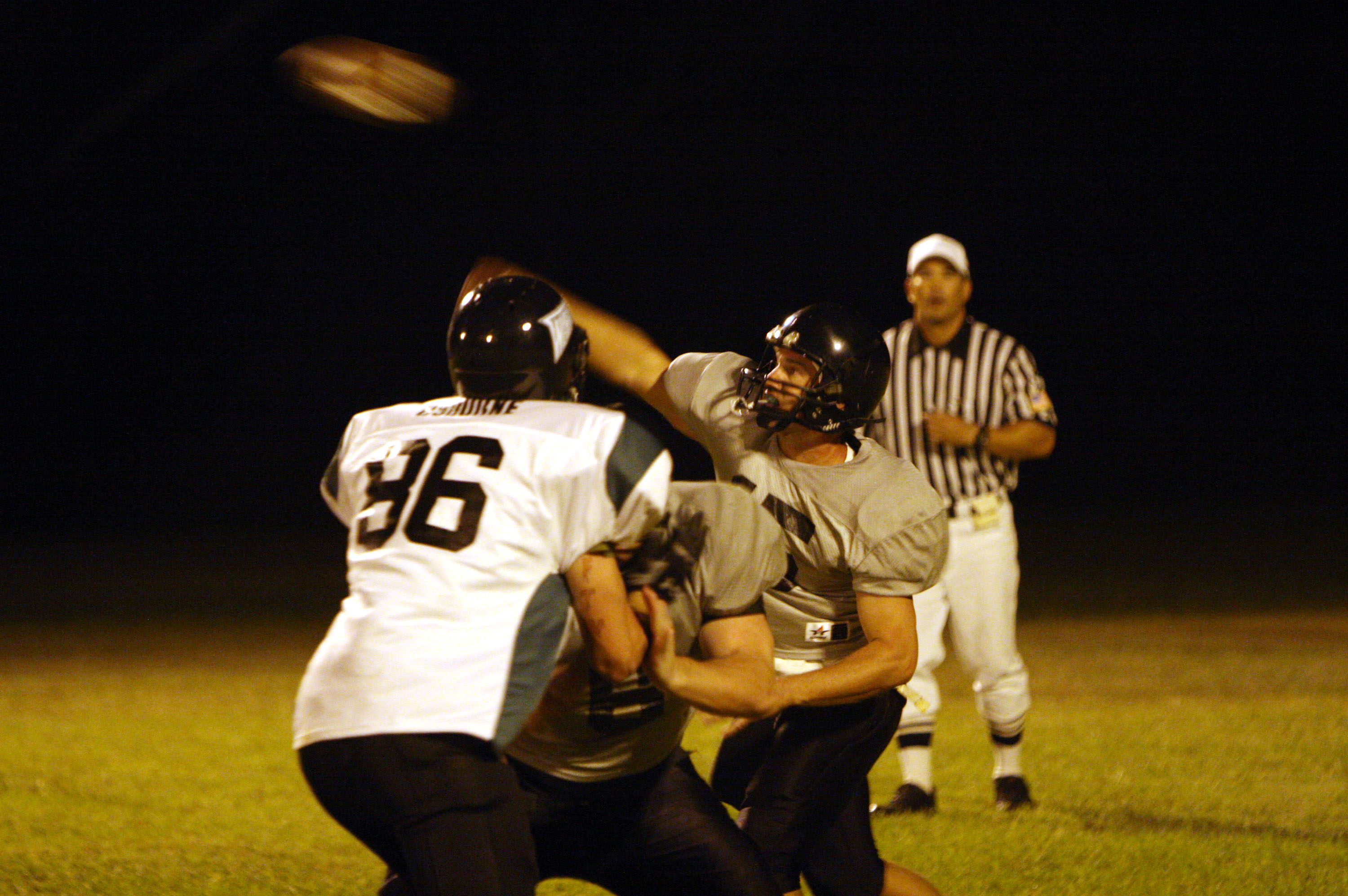
Quarterback beim Werfen einer Hail Mary

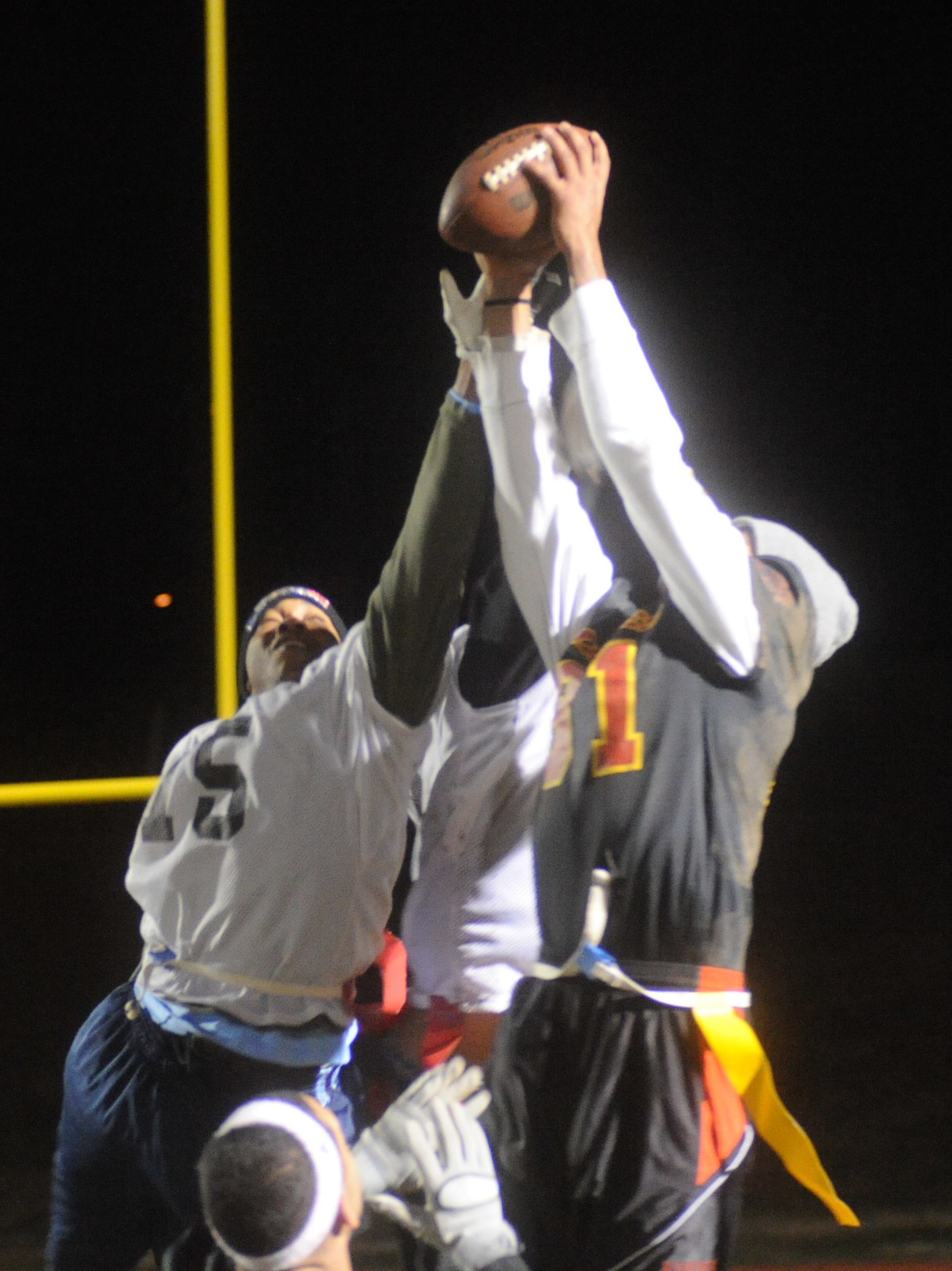
Ein Wide Receiver fängt eine Hail Mary gegen drei Verteidiger

Eine Hail Mary (IPA: [heɪl ˈmɛɹi]) ist ein Spielzug der Offense im American Football. Es handelt sich dabei um einen sehr langen Vorwärtspass, der nur eine geringe Chance auf Erfolg hat. Er wird daher fast nur gegen Ende des Spiels versucht.

## Ursprung
Der Begriff geht auf die Spieler der Notre Dame Fighting Irish football zurück, die das Ave Maria nach jedem Touchdown gebetet haben sollen, weshalb sie angeblich gegen die Georgia Tech Yellow Jackets mit 13:3 gewinnen konnten.

## Spielzug
Bei einer Hail Mary laufen alle Receiver eine Fly-Route, also möglichst schnell geradeaus in Richtung der gegnerischen Endzone. Der Quarterback steht für gewöhnlich in der Shotgun, um mehr Zeit für den Passversuch zu haben. Die gegnerische Defense stellt üblicherweise drei Mann ab, um die Zone, in die der Football vermutlich geworfen wird, zu bewachen. Die restliche Defense spielt eine Man Coverage. Der Quarterback versucht nun, den Ball so weit wie möglich zu werfen. Da die Verteidigung durch die tief stehenden Männer einen großen Vorteil hat, gelingt es ihr zumeist, den Ball abzublocken oder abzufangen.

## Etablierung des Begriffes
Etabliert wurde der Begriff jedoch erst in einem Interview nach einem Spiel der Dallas Cowboys gegen die Minnesota Vikings 1975. Der Quarterback der Cowboys, Roger Staubach, warf den Ball zu Drew Pearson, der zwar durch einen gegnerischen Spieler gedeckt war, aber dennoch den Pass fangen konnte und damit den entscheidenden Touchdown erzielte.
Im Interview danach sagte Staubach: „You mean [Pearson] caught the ball and ran in for the touchdown? It was just a Hail Mary pass; a very, very lucky play.“ („Sie meinten, dass er (Pearson) den Ball gefangen hat und einen Touchdown erzielt hat? Es war ein Hail-Mary-Pass, ein unglaublich glücklicher Zufall.“) und weiter „I closed my eyes and said a Hail Mary.“ („Ich hab meine Augen geschlossen und ein Ave Maria gebetet“).
Später gab es weitere Fälle, in denen Spieler ähnlich unwahrscheinliche Spielzüge realisieren konnten und dadurch im entscheidenden Moment den Sieg errangen. So wurden teilweise Pässe über 70 Yards in letzter Sekunde gefangen.